# Kongres Panafrykański
Panafrykański Kongres Azanii (ang. Pan Africanist Congress of Azania) znany jako Kongres Panafrykański (PAC) – utworzony w 1959 roku ruch wyzwoleńczy przeciw reżimowi apartheidu w Republice Południowej Afryki. Posiadał militarne skrzydło zwane jako Poqo. Obecnie jest to niewielka nacjonalistyczna partia polityczna w RPA.

## Historia
Grupa została założona w 1959 roku przez secesjonistów z Afrykańskiego Kongresu Narodowego. Na czele grupy stanął Robert Sobukwe. Przewodniczył on grupie byłych członków Afrykańskiego Kongresu Narodowego, która występowała przeciwko uchwalonej przez partię Karcie Wolności. Działacze twierdzili, iż deklaracje zawarte w dokumencie są sprzeczne z ideą nacjonalizmu afrykańskiego. Początkowo grupa postulowała pokojowe metody walki. W 1960 roku została zdelegalizowana i przyjęła zbrojny sposób działania. W wyborach w 1994 roku uzyskała niespełna 1% poparcia. Od tamtego czasu regularnie uczestniczyła w wyborach, uzyskując w nich niewielką liczbę głosów.
W 2007 roku część działaczy partii, z wiceprzewodniczącym PAC Thembą Godi na czele, opuściła partię i założyła Afrykański Konwent Ludowy.